# Здание «Белэнерго»
Здание «Белэнерго» — историческое здание середины XX века в Минске, памятник архитектуры (номер 713Г000118). Расположено по адресу: улица Карла Маркса, дом 14, на углу с Комсомольской улицей, дом 36.

## История
Здание построено в 1955 году (по другим данным — в 1950—1952 гг.) по проекту архитектора Р. Гегарта для размещения Главного производственного управления энергетики и электрификации СССР, ныне «Белэнерго». В 1988 году выполнена пристройка для размещения главного диспетчерского пункта (архитекторы А. Антонова, С. Матевушук).

## Архитектура
Здание возведено в стиле сталинского неоклассицизма. В нём четыре этажа, форма в плане приблизительно Г-образная. В композиции основной акцент — угловая часть здания. Два крыла здания объединены крупным круглым объёмом на углу. Более протяжённое крыло, выходящее на улицу Карла Маркса, имеет симметричную планировку с главным входом посредине, который увенчан на уровне 3-4 этажей шестиколонным портиком с фронтоном. Боковые его части выступают симметричными ризалитами, на углах которых — «алмазный» руст. На втором этаже окна имеют полуциркульную форму с рустовкой, на остальных этажах оконные проёмы прямоугольные. Фасады завершает развитый карниз на модульонах. Здание имеет коридорную планировку. Главный вестибюль с парадной лестницей расположен напротив главного входа.